# Гарау, Сальваторе
Сальвато́ре Гара́у (итал. Salvatore Garau; 1953, Санта-Джуста, провинция Ористано, область Сардиния, Италия) — итальянский сардинский живописец, гравёр, скульптор, мастер инсталляции, музыкант и писатель
. Сальвато́ре Гара́у часто затрагивает такие вопросы, как защита окружающей среды, культура и социальная этика, он считается одним из величайших художников XX века.

## Творческий путь
Обучался живописи в Академии изящных искусств во Флоренции, которую окончил в 1974 году. В 1977 году стал барабанщиком в группе «Шестеро буйных» (англ. Stormy Six), игравшей в то время в жанре прогрессив-фолк.
Свою первую персональную выставку он провёл в 1984 году в галерее Каннавьелло в Милане. Дебют получил положительную оценку со стороны критиков-искусствоведов Лучано Карамеля и Энрико Криспольти.
В 2012 году дебютировал как писатель с романом «Жестокая любовь моя» (итал. Crudele amore mio), опубликованной издательством «Ньютон Комптон» в формате электронной книги. Роман имел успех у читателей.
В 2013 году принял участие в воссоединении группы «Шестеро буйных». В соавторстве с Мони Овадья, создал музыкальный альбом «Добро пожаловать в гетто» (итал. Benvenuti nel ghetto).
Некоторые работы:
- Caduta di lago con scultura (2000 год)

## Музеи
Работы Сальваторе Гарау находятся в ряде музейных собраний:
- Музей-дель-Новеченто, Милан
- Музей современного искусства Сент-Этьен, Франция
- Караффа Музей изобразительных искусств, Кордоба, Аргентина
- Государственный музей-галерея Модены, Палаццо деи-музей, Италия
- Павильон современного искусства (Милан), Милан
- Collezione Farnesina, Музей Министерства иностранных дел правительства Италии, Рим[источник не указан 1770 дней]
- Посольство Италии в Бразилии, Бразилиа, Grigio con titolo (2003), произведение, выполненное акрилом на ПВХ, размером 70 x 200 см, приобретённое Министерством иностранных дел Италии.

## Арт-рынок
На аукционе Art-Rite в Милане в 2021 году подписанный лист бумаги Сальваторе Гарау «Перед тобой» (In front of you, 2021) был продан за 27 120 евро плюс аукционные сборы..
Он присутствует во всех самых важных частных и государственных коллекциях мира.

## Телевидение
По случаю его ретроспективы 2005 года в Вашингтоне, округ Колумбия, длинная серия эпизодов посвящена творчеству Сальваторе Гарау в американской телепрограмме «Хроника Белого дома», транслируемой по Вашингтонскому телевидению.
В 2021 году невидимая концептуальная работа Сальваторе Гарау и его исследовательская работа появляются на столе «Позднее шоу» в сегменте «Я есть: Сальваторе Гарау». Транслировалось на «Позднем шоу», знаковом шоу в прямом эфире из Театра Эда Салливана в Нью-Йорке, а режиссёром, сменившим Дэвида Леттермана, был Стивен Колберт, который со своей классической иронией представил скульптуру Гарау, транслируемую на канале CBS.

## Выставки
Сальвато́ре Гара́у Он принимал участие во всех странах мира более полувека.
- 1986 Базель, «Art ’86 (One-Man-Show)» — Galleria De Ambrogi
- 1986 Лугано, «Salvatore Garau» — Galleria A
- 1988 Гамбург, «Forum (One-Man-Show)» — Galleria Piero Cavellini
- 1990 Барселона, «Salvatore Garau» — Galleria d’Art Sebastià Jané
- 2002 Милан, «Salvatore Garau» — Fondazione Stelline
- 2003 Лондон, «Salvatore Garau» — Barbara Behan Gallery
- 2003 Венеция — 50° Венецианская биеннале
- 2003 Страсбург — Европейский парламент
- 2004 Сан-Франциско, «Salvatore Garau» — Музей современного искусства
- 2004 Сан-Франциско, «Salvatore Garau» — Limn Gallery
- 2004 Брюссель, «Salvatore Garau» — Arthus Gallery
- 2004 Вашингтон, «Salvatore Garau» — Capricorno Gallery
- 2005 Вашингтон, «Salvatore Garau» — " White House Chronicle ", Washington TV broadcast
- 2009 Сент-Этьен, Франция, «Salvatore Garau» — Musée d'art moderne et contemporain de Saint-Étienne Métropole
- 2009 капри, — «Isole» с Марко Главиано
- 2009 Ористано, — «Clandestino» с Микеланджело Пистолетто, Pinacoteca di Oristano
- 2011 Венеция — 50° Венецианская биеннале
- 2012 Кордова, аргентинский, — Caraffa Fine Arts Museum
- 2016 Милан, Италия, — Museo di Piazza Scala
- 2016 Бразилия, Столица Бразилии — «Salvatore Garau: Papeles y telas», куратор "Посольство Италии, Муниципальный музей изящных искусств имени Хуана Мануэля Бланеса

## Фильм
Документальный фильм под названием The Canvas (La Tela, 2017) о живописи Гарау Фильм был выпущен в 2017 году. Премьера фильма состоялась на нескольких кинофестивалях в Нью-Йорке, Лос-Анджелесе, Чикаго, Париж, Индии, Бразилии и показывался в театрах в 2017 году.
Документальный фильм под названием Будущие итальянские фрески (Futuri affreschi italiani, 2018), Фильм об искусстве Сальваторе Гарау был выпущен в 2018 году. Его премьера состоялась на нескольких кинофестивалях в Нью-Йорке и Индии. Фильм также был представлен на Международном кинофестивале в Бразилии 2021 и на Международном кинофестивале в Испании 2021, где получил специальный приз жюри.

## Стиль живописи
После академии и начала своей карьеры художник разработал выразительный, страстный и романтичный язык, основанный на «жидком» стиле, в котором плотины, колонны и трубы, нарисованные графитом, часто центрируются в композиции. Сначала он в основном посвящал себя черно-белым произведениям.

## Телевидение
В 2005 году, в честь его ретроспективы в Вашингтоне, была посвящена серия эпизодов работам Salvatore Garau в американской телепрограмме White House Chronicle, транслируемой на Washington TV (примерно 2 миллиона зрителей).
В 2021 году концептуальная невидимая скульптура Garau и его исследовательская работа появились на столе в The Late Show with Stephen Colbert в сегменте I am: Salvatore Garau. Этот выпуск был показан в прямом эфире на CBS из Ed Sullivan Theater в Нью-Йорке (более 3,5 миллиона зрителей).